# Daniel Theaker
Daniel George Theaker (* 30. März 1967 in Edmonton, Alberta) ist ein Komponist der Neoromantik. Er betätigt sich als Dirigent und spielt selbst verschiedene Holzblasinstrumente. Selbst beschreibt er sich als einen Meister der Bassoboe und des Heckelphon. Zudem sieht er sich als einen Anwender der „Elastic scoring“ Instrumentation, die von Percy Grainger erdacht wurde.

## Leben
Theaker studierte an der Universität von Mount Allison University in Sackville, New Brunswick Komposition und Dirigat. Dort erlangte er den Bachelors Abschluss und war danach als Komponist, Dirigent und Komponist aktiv. Gleichzeitig besuchte er weitere Lehrveranstaltungen im Dirigat für Blas-Ensemble und genoss die Ausbildung des Dirigatlehrers Eugene Corporon. Von 1991 bis 1998 war Theaker die erste Besetzung für Flöte und Piccolo in der Regimental Band der Governor General’s Foot Guards. Während dieser Zeit trat er zudem mit der Ceremonial Guard auf und erzielte Abschlüsse in der Canadian Forces School of Music. Hier dirigierte er unter anderem eine konzertante Aufführung von Strawinskis Die Geschichte vom Soldaten und Gustav Holst’s Zweiter Suite in F.
Die Flötenquartette von Daniel Theaker sind in der Gemeinde der klassischen Flötisten weit bekannt. Seine Skala- und Arpeggio-Bücher für Holz- und Blechbläser sind zudem in Konservatorien weit verbreitet. Zusätzlich hat Daniel Theaker Stücke von Glenn Gould und Calixa Lavallée neu arrangiert.

## Einflüsse
In seinen Werken folgt er Komponisten wie Modest Mussorgski, Gustav Holst und Alban Berg, ist aber auch von Philip Glass beeinflusst. Er schuf Werke für Klavier, Instrumentalkonzerte und Kammermusik sowie Lehrwerke für Holz- und Blechbläser, trat aber auch als Bearbeiter von Kompositionen Glenn Gould in Erscheinung.

## Unveröffentlichte Arbeiten

### Holz-/ Blechbläser
- Three English Landscapes - Duett für Klarinette No.1 Op. 7d (1996-1997)
- Three English Landscapes - Duett für Flöte No.1 Op. 7b (1996–1997)
- Portrait of Memory/Portraits of Imagined Memory - Quartett No.1, Op.11 für Tuba Quartett oder Fagott Quartett (1998/2002/3)

### Oper
- The Beautiful Shoreline Op.14 - Eine Oper in drei Akten (1999-2001)

### Orchester
- Elegy of Loss, Misery and Grief für Orchester (2006)
- Flötenkonzert No.1, Op.17b für Flöte und Orchester (2004-2006)
- Overture to the Beautiful Shoreline Op.14 (Concert Overture)
- Violinkonzert No.1, Op.17 für Violine und Orchester (2004–2006)

### Solist mit Klavier
- Flötenkonzert No.1, Op.17b (2004–2006) für Flöte und Klavier
- Violinkonzert No.1, Op.17 (2004–2006) für Violine und Klavier

## Veröffentlichte Arbeiten

### Klavier
- Symmetry, Solo für Klavier (2005)
- Three Preludes Op.1 Solo für Klavier (1989/1996)

### Flöte
- Flötenquartett No.1, Op.6 für vier C Flöten oder zwei C Flöten, alt und bass (1993)
- Flötenquartett No.2, Op.7 Three English Landscapes für vier C Flöten (1996)
- Flötenquartett No.3, Rêves et Cauchemares für vier C Flöten (1997)

### Klarinette
- Klarinetten Quartett No.1 für drei B♭ Klarinetten und Bassklarinette (1998)

Der Großteil von Theakers Musik wird vom kanadischen Verleger Mayfair Montgomery Publishing, Toronto vertrieben.

## Arrangements
- Sonate für Flöte und Klavier von Glenn Gould (arrangiert von Daniel Theaker). ISMN M-001-13338-8[2]
- Pieces for String Trio von Glenn Gould ISMN M-001-13334-0[3]
- Pieces for Woodwind Trio von Glenn Gould ISMN M-001-13335-7[4]